# Samuel Boden
Samuel Standidge Boden (Kingston upon Hull, 4 de abril de 1826 – Londres, 13 de enero de 1882) fue un jugador profesional de ajedrez de Inglaterra. Además de ajedrecista, Boden fue también ferroviario, pintor aficionado y crítico de arte. El campeón del mundo norteamericano, Paul Morphy, opinaba que Boden era el mejor maestro inglés de su época, a pesar de que Thomas Wilson Barnes tuviera mejores resultados contra él mismo que Boden.
En 1858 venció en Londres en un encuentro contra John Owen (+7 =2 –2). Ganó el torneo provincial de Londres de 1851 y fue segundo en los torneos de Mánchester 1857 y Bristol 1861 (el campeón fue Louis Paulsen). En 1858 jugó contra Paul Morphy, perdiendo claramente (+1 –6 =4).

## Contribuciones a la teoría del ajedrez
En materia de jaque mate, el "mate de Boden" le debe su nombre, porque fue el primero en llevarlo a cabo en una de sus partidas, Schulder-Boden, Londres 1853. También hay una línea de defensa Philidor denominada en su honor, que tiene su origen en una de sus partidas contra Paul Morphy.
Fue autor de la obra de divulgación de ajedrez A Popular Introduction to the Study and Practice of Chess, publicada de forma anónima en 1851 y también fue redactor de la columna de ajedrez en la popular revista The Field de 1858 a 1873 (fue sucedido en el cargo por Steinitz).

## El gambito Boden-Kieseritzky
Su nombre está ligado también, junto a Lionel Kieseritzky, a un gambito que se puede plantear en la apertura de alfil (1. e4 e5 2. Ac4 Cf6 3. Cf3) o desde la defensa Petrov (1. e4 e5 2. Cf3 Cf6 3. Ac4), la variante principal del cual es 3. ...Cxe4 4. Cc3 Cxc3 5. dxc3 f6 (Codi ECO C42).